# الشوايا

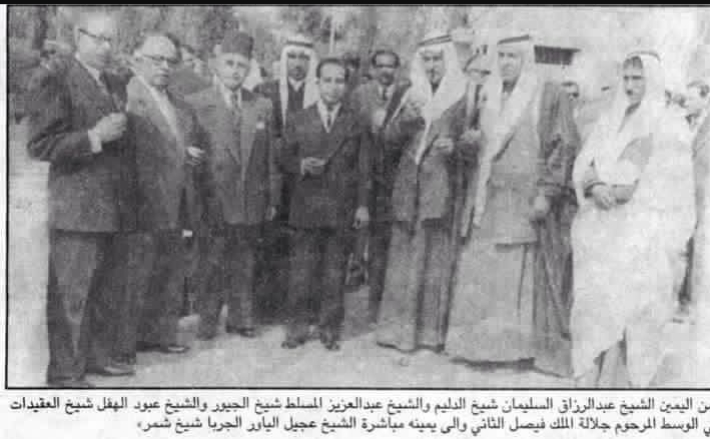
من اليمين الشيخ عبد الرزاق السليمان شيخ قبيلة الدليم الزبيدية الطائية ثم الشيخ عبد العزيز المسلط شيخ قبيلة الجبور الزبيدية الطائية ثم الشيخ عبود جدعان الهفل شيخ قبيلة العقيدات الزبيدية الطائية ثم الملك فيصل الثاني ملك العراق ثم الشيخ عجيل الياور الجربا شيخ قبيلة شمر الطائية

الشوايا أو القبائل الريفيّة أو عشائر الغنّامة
أو البدو نصف الرُّحَّل هم البدو الذين يمتلكون الشياه أكثر مما يمتلكون من الإبل، والشياه هي الأغنام.
وهي تسمية شائعة منذ أواسط القرن التاسع عشر الميلادي على كافة القبائل العربية البدوية المُقيمة في عموم العراق وباديته، والجزيرة الفراتية ووادي الفرات الأوسط والأعلى وبادية الشام والصحراء السورية، وذلك بسبب هجرها للبادية جُزئيًا، ونزوحها نحو الأرياف، وانتقال نمط حياتها من صنف البدو الرحل إلى صنف البدو نصف الرحل، وذلك بتقليلهم من امتلاك الإبل ورعيها، وتوجّههم  نحو امتلاك الشاة (الغنم والماعز والخيل) ورعيها،

## الشوايا لغةً واصطلاحًا
الشاوي في اللغة العربية هو المنسوب إلى الشاء وهي جمع شاة.
والشوايا إصطلاحًا هم البدو الذين يقتنون الغنم بنسبة أكبر من اقتنائهم للإبل بخلاف البدو الرحل وتكون بذلك نجعتهم وترحالهم قصيرة بحدود 200 إلى 400 كيلومتر. ويعتبرون المرحلة الوسطى من مراحل تحضر البدو،  وهم أهل خيل وإبل وحلٍّ وترحال وضرب وطعن.

## أسباب تحوّل البدو من رُحَّل إلى نصف رُحَّل
بسبب هجرة البادية جزئيًا والتحول من حياة البدو الرحل إلى نصف الرحل، قلّصوا امتلاك الإبل ورعيها واتجهوا لرعي الشاة والماعز والخيل، مما ميّزهم عن البدو الذين ظلوا يعتمدون على الإبل فقط في نجد والحجاز، لأسباب متعددة.

الرئيس العراقي السابق صدام حسين يرعى أغنامه

### السبب الأول: اقتصادي
تراجعت تجارة الإبل في بلاد الشام والعراق بسبب انخفاض الطلب عليها. قلّت رغبة البدو في امتلاك الإبل واتجهوا لتربية الشاة والتجارة بها. كانت الشاة تُباع بسرعة في أسواق المدن الكبرى مثل حلب ودمشق والموصل وبغداد. عزف سكان المدن عن شراء لحم الإبل وفضلوا لحم الشاة. كانت مصر أكبر سوق للإبل القادمة من الشام والعراق. قلّ استهلاك لحم الإبل في مصر، مما جعل تربيتها غير مربحة. أشار أحمد وصفي زكريا في كتابه "عشائر الشام" إلى انخفاض مبيعات الإبل لدى قبيلة الأسبعة من عنزة من 30-35 ألف رأس عام 1922 إلى أقل من 8 آلاف عام 1928. تحولت القبائل الكبرى إلى تربية الشاة بعد أن كانت ترفض ذلك. بلغ عدد الشياه لدى الرولة من عنزة 30 ألف رأس عام 1929، ولدى الأسبعة 50 ألف رأس، ولدى الفدعان 65 ألف رأس.

### السبب الثاني: سياسي
فرضت الدولة العثمانية سيطرتها المباشرة على الشام والعراق. سعت لتوطين البدو وتحضيرهم للحد من ترحالهم وغزواتهم. استخدمت أساليب اللين مثل منح الأراضي وافتتاح مدرسة العشائر في إسطنبول. لجأت أحيانًا للصدام المباشر، مما أدى إلى معارك عنيفة في النصف الثاني من القرن التاسع عشر. ذكر ماكس فون أوبنهايم في كتاب البدو أن تسعة أعشار البدو تحولوا إلى سكان مستقرين بسبب هذه السياسات.
شهدت قبيلة العقيدات معارك مع الدولة العثمانية، انتهت بإخضاعها مؤقتًا. استقرت العقيدات على ضفاف الفرات في دير الزور. أُجبرت على ترك الغزو والسلب والتحول إلى الزراعة. تغير نمط حياتها من بدو رحل إلى نصف رحل. قللت من امتلاك الإبل وزادت من الشاة. عززت الدولة مواقعها على الفرات بمعسكرات ورفعت دير الزور إلى مرتبة سنجق عام 1876. استمرت الحملات العثمانية لإخضاع العشائر حتى أواخر القرن التاسع عشر. أنشأت قضاء في دير الزور عام 1879 لتعزيز الاستقرار. ظلت حوادث السلب والنهب مستمرة حتى حملات متكررة أنهتها بحلول 1899.

### السبب الثالث: اجتماعي
تحولت بعض القبائل البدوية، مثل قبيلة شمر، من حياة الترحال إلى الاستقرار الجزئي والزراعة. قلّلوا من امتلاك الإبل، واتجهوا لتملك الأراضي وزراعتها بحثًا عن الراحة والمردود المادي. يذكر عباس العزاوي في "موسوعة عشائر العراق" (الجزء الثالث، ص 63) أن قبيلة زوبع، إحدى فروع شمر، اعتادت الغزو في البداية. لاحقًا، استقروا في الزراعة واستخدموا فلاحين، ثم اندمجوا مع سكان الأراضي المحليين. نسوا حياة الغزو تدريجيًا، وحافظوا على لغتهم وعادتاهم البدوية. تنقلت القبيلة سابقًا بين ماردين وبغداد، ثم فضلت الاستقرار في أراضيها. تبعتها قبائل أخرى من شمر، مثل شمر الجرباء، ومالت نحو الزراعة والحياة الريفية. يظهر ذلك في قيادة شيوخ مثل عجيل الياور. يؤكد الشاعر حماد عايد الصبحي الشمري في شعره على وحدة شمر في نجد والشام والعراق.

### السبب الرابع: بيئي
المناخ المعتدل في سوريا والعراق، مع وفرة الأمطار والمراعي الخصبة، ووجود أنهار مثل دجلة والفرات والخابور، شجّع تواجد قبائل عربية كبيرة. تنافست هذه القبائل للسيطرة على تلك المناطق. ساعدت هذه الظروف على تربية أعداد كبيرة من الشاة. في المقابل، ندرة الأمطار وقلة المراعي في نجد والجزيرة العربية، مع الطبيعة الصحراوية القاسية والجفاف، جعلت الإبل أكثر ملاءمة هناك. حدّت هذه الظروف من تربية أعداد كبيرة من الشاة في تلك المناطق.

## الشوايا في الشام والعراق والشاوية في الجزائر ومقاومة الاستعمار
لا توجد علاقة موثقة تاريخيًا أو لغويًا بين مصطلح "شوايا" المستخدم في الشام و"الشاوية" في المغرب العربي، حيث يشير كل منهما إلى سياقات ومجموعات مختلفة. في الشام، تُطلق كلمة "شوايا" على رعاة الأغنام والماعز من البدو، وهو وصف وظيفي يميزهم عن مربي الإبل، كما ورد في كتابات المؤرخ وصفي زكريا (1889-1971) دون الإشارة إلى هوية قبلية محددة. أما الشاوية في المغرب العربي، فهم شعب أمازيغي يقطن منطقة الأوراس بالجزائر، يتحدثون لغة تاشاويت، ولهم ثقافة وهوية متميزة تعود جذورها إلى ما قبل الفتوحات الإسلامية إلى شمال إفريقيا. وعلى الرغم من التشابه اللفظي بين المصطلحين، فإن الأدلة الأثرية واللغوية لا تدعم وجود صلة مباشرة، إذ يُرجح أن يكون التشابه ناتجًا عن مصادفة لغوية أو استخدامات مستقلة في سياقات ثقافية منفصلة.
والشوايا هم قبائل بدوية عربية في الشام والعراق، بينما تُعرف الشاوية في الجزائر بأنها قبائل بدوية أمازيغية. رغم الاختلافات العرقية والجغرافية بينهما، اشتركت المجموعتان في مقاومة الاستعمار، حيث قاومت الشوايا الإنتداب الفرنسي في الشام والجزائر والبريطاني في العراق والشام. وفقًا للدكتور مبارك محمد الحسني، أستاذ التاريخ بجامعة قسنطينة، كانت منطقة الأوراس في الجزائر، التي يسكنها الشاوية، مركزًا للثورة الجزائرية ضد الاستعمار الفرنسي بين عامي 1954 و1962، وقد لعبت دورًا بارزًا في هذه المقاومة.

### مقاومة القبائل الريفيّة في الشام
بعد انسحاب العثمانيين من محافظة دير الزور عام 1918، قامت قبيلة العقيدات بمقاومة القوات البريطانية القادمة من العراق، حيث دارت معارك في مناطق مثل الصالحية ووادي علي وتل مدقوق خلال شتاء وربيع 1919، أسفرت عن خسائر كبيرة للبريطانيين، وأدت إلى انسحابهم وراء الحدود المرسومة عند القائم العراقية، مما شكل بداية لثورة العشرين في العراق. وفي عام 1920، تقدمت القوات الفرنسية بقيادة الرئيس ترانكا نحو دير الزور بعد احتلال دمشق وحلب، فواجهت مقاومة من العقيدات شملت تخريب الجسور ومهاجمة قوافل عسكرية، بما في ذلك نهب قافلة من حلب وتدمير سبع طائرات في مطار دير الزور. لاحقًا، قادت الحملة الفرنسية بقيادة دييفور هجومًا على قرية خشام على ضفة الفرات، حيث قاومت عشيرة من العقيدات بشدة رغم تفوق السلاح الفرنسي، ثم انتقلت المواجهة إلى البصيرة التي سقطت بعد قصف جوي ومدفعي، مع خسائر كبيرة في الجانب الفرنسي. كما سجلت مقاومة مماثلة من قبائل أخرى مثل الموالي والبقارة وحوران وجبل العرب، إلى جانب دور بارز للقبائل الريفية في الثورة السورية الكبرى. يُشار إلى أن هذه الأحداث وثّقها باحثون مثل ماكس فون أوبنهايم وورنر كاسكل وآرش برونيلش في موسوعة البدو، وأحمد وصفي زكريا في كتاب "عشائر الشام".

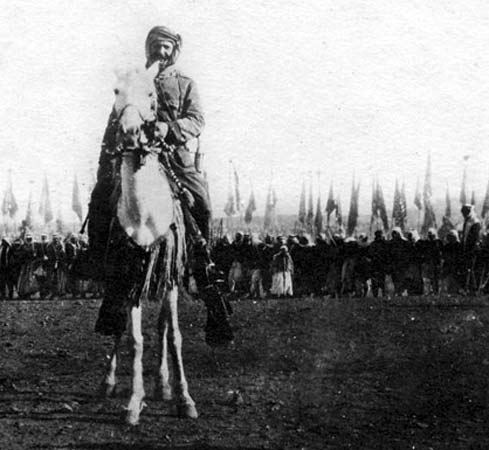
أحد شيوخ العشائر الريفية في جنوب سورية أثناء مقاومة الفرنسيين

### مقاومة القبائل الريفية في العراق
شهدت ثورة العشرين في العراق مشاركة واسعة من القبائل، ومن بينها قبيلة زوبع الشمريّة. بعد انتصار الثوار على القوات البريطانية في معركة الرارنجية يوم 24 تموز 1920، أُرسل وفد بقيادة جدوع أبو زيد إلى عشائر المحمودية والفلوجة، حاملاً فتاوى بعض علماء المذهب الشيعي. كان الشيخ ضاري الزوبعي من بين الذين التقاهم الوفد.
مع تصاعد الأحداث، أقدم الشيخ ضاري على قطع الطرق وإرسال مجموعات لنهب المسافرين بين بغداد وخان النقطة. وفي 12 آب 1920، التقى بالضابط البريطاني ليجمن في مخفر أبو منيصير، حيث حدثت مواجهة أدت إلى مقتل ليجمن وعدد من مرافقيه، تلاها نهب المخفر.
بعد الحادثة، قاد الشيخ ضاري مجموعة من عشيرته وعشيرة المصالحة المتحالفة معه إلى محطة التاجي، بهدف تعطيل سكة الحديد، إلا أن هجومهم لم ينجح بسبب تدخل القوات البريطانية. وفي 15 آب 1920، هاجمت بعض العشائر سفنًا بريطانية على نهر الفرات، وتمكنت من نهبها وإحراقها.
وردًا على هذه العمليات، أرسل البريطانيون في 3 أيلول حملة عسكرية بقيادة الجنرال ساندرز لفتح الطريق بين بغداد والفلوجة. واجهت الحملة مقاومة من العشائر، لكنها تمكنت من الوصول إلى خان النقطة في 20 أيلول، ثم إلى الفلوجة في 24 أيلول، بعد أن هدمت قلعة الشيخ ضاري وقطعت مصادر المياه عن أراضيه. أدرك الشيخ ضاري خطورة الموقف، فأرسل ابنه خميس مع قسم من عشيرته إلى نصيبين في تركيا، بينما واصل هو التنقل حتى اعتقل عام 1927.
امتدت أشكال المقاومة القبلية إلى مناطق أخرى في الشام والعراق. وعند وصول القوات الفرنسية إلى الشام عام 1920، واجهوا مقاومة من البدو نصف الرحل، مما ذكّرهم بمواجهاتهم السابقة مع الشاوية في الجزائر، الذين يشتركون مع القبائل الريفية في الشام بخصائص اقتصادية واجتماعية، من بينها الاعتماد على تربية الأغنام أكثر من الإبل، وهو ما رسّخ استخدام مصطلح "الشوايا" رسميًا في ظل الانتداب الفرنسي.

## النبي يمدح الشوايا أهل الغنم
عن أبي هريرة رضي الله عنه أن النبي قال: «أتاكم أهلُ اليمنِ، هم أرقُّ أفئدةً وألينُ قلوبًا، الإيمانُ يَمانٌ والحكمةُ يمانيةٌ، والفخرُ والخُيَلاءُ في أصحابِ الإبلِ، والسَّكينةُ والوقارُ في أهلِ الغنمِ». (متفق عليه).
وكذلك عن عبد الله بن صعصعة قال: أن أبا سعيد الخدري قال له: إني أراكَ تُحِبُّ الغنمَ، وتتَّخذها، فأَصْلِحْهَا وأَصْلِحْ رُعَامَهَا، فإني سمعتُ النبيَّ صلَّى اللهُ عليهِ وسلَّمَ يقولُ : «يأتي على الناسِ زمانٌ، تكونُ الغنمُ فيهِ خيرُ مالِ المسلمِ، يتَّبِعُ بها شعفَ الجبالِ، أو سعفَ الجبالِ، في مواقعِ القطرِ، يفِرُّ بدِينِهِ من الفتنِ» (رواه البخاري)
عَنْ أَبِي هُرَيْرَةَ رَضِيَ اللَّهُ عَنْهُ، عَنِ النَّبِيِّ صَلَّى اللهُ عَلَيْهِ وَسَلَّمَ قَالَ: «مَا بَعَثَ اللَّهُ نَبِيًّا إِلَّا رَعَى الغَنَمَ»، فَقَالَ أَصْحَابُهُ: وَأَنْتَ؟ فَقَالَ: «نَعَمْ، كُنْتُ أَرْعَاهَا عَلَى قَرَارِيطَ لِأَهْلِ مَكَّةَ» (صحيح البخاري)

## بعض أسماء القبائل الريفية (الشاويّة) في سوريا والعراق
خصص عباس العزاوي المجلدين الثاني والثالث من موسوعته عشائر العراق لدراسة العشائر الريفية (الشاوية)، سواء كانت قحطانية أو عدنانية. حمل المجلد الثاني عنوان:
موسوعة عشائر العراق: أهل الأرياف، يبحث في العشائر الزبيدية والطائية وأحوالها وأنسابها، والعشائر الملحقة بها أو التي تساكنها، وسائر ما يتعلق بعناصرها المهمة.
أما المجلد الثالث، فجاء تحت عنوان:
موسوعة عشائر العراق: أهل الأرياف، يبحث في المنتفق وربيعة وكعب وإمارة كل منها، وقيس وعبادة وبني تميم وبني هاشم، وما يرتبط بها من العشائر العدنانية أو يساكنها، مع بيان أحوالها العامة.
كما تناول أحمد وصفي زكريا في كتابه عشائر الشام العشائر التي تتبع نمط البدو نصف الرحل أو العشائر الريفية (الشاوية). ومن بين القبائل التي أوردها:
- قبيلة عنزة الوائلية بفروعها: الفدعان، الرولة، السبعة (في سوريا).
- قبيلة الجبور الزبيدية (في سوريا والعراق).
- قبيلة حرب الخولانية بفخذها الأحامدة (في سوريا والعراق).
- قبيلة طيء القحطانية (في سوريا والعراق).
- قبيلة البقارة الهاشمية القرشية (في سوريا والعراق).
- عشيرة البوبدران الحسينية الهاشمية.
- عشيرة ألبو ناصر في العراق، التي ينتمي إليها الرئيس العراقي السابق صدام حسين.
- قبيلة شمر الطائية بفروعها: زوبع، شمر طوقة، المسعود، الجعفر، بنو سعد، الجدادة، الشمامرة، الأكرع، البوحسان (في العراق)، وشمر الجربا (في سوريا والعراق).
- قبيلة العُبيد الزبيدية (في سوريا والعراق).
- قبيلة بني لام الطائية (في سوريا والعراق).
- قبيلة عتيبة بفخذها الأساعدة (في العراق).
- قبائل البو شعبان الزبيدية (في سوريا والعراق).
- قبيلة زعب (في سوريا).
- قبيلة الموالي (في سوريا والعراق).
- قبيلة الحديديين (في سوريا والعراق).
- قبيلة العزة الزبيدية (في سوريا والعراق).
- قبيلة الدليم الزبيدية (في سوريا والعراق).
- إمارة الزبيد وعموم قبائلها (في سوريا والعراق).
- قبيلة الجُميلة الهلالية، التي ينتمي إليها الرئيس العراقي السابق عبد السلام عارف.
- قبيلة العقيدات الزبيدية (في سوريا والعراق).
- قبائل بني معروف التنوخية في جبل العرب (سوريا).
- قبيلة الشرابيين الزبيدية (في سوريا).
- قبيلة الجغايفة الزبيدية (في سوريا والعراق).
- قبيلة الجنابيين الزبيدية (في العراق).
- قبيلة قيس عيلان (جيس) العدنانية (في سوريا والعراق وتركيا).
- قبائل كعب العدنانية (في العراق).
- قبيلة جهينة القضاعية بفروعها: البيات، الرفاعة، الرجبان، الريباوي، الصوالحة، الفوقة (في العراق).
- قبيلة الجحيش الزبيدية (في سوريا والعراق).
- قبيلة العونان الزبيدية (في العراق).
- قبيلة البو سلطان الزبيدية (في العراق).
- قبيلة المجانين الزبيدية (في العراق).
- قبيلة بني تميم المضرية (في العراق).
- قبيلة بني خالد الهوازنية (في العراق).
- قبيلة النعيم القرشية (في سوريا والعراق).
- قبيلة الدواسر (في العراق) بفروعها: البدارين، الخليفة، الحميد، الصخابرة، آل نغميش.
- قبائل وإمارة المنتفق العدنانية (في العراق).
- قبائل وإمارة ربيعة العدنانية (في العراق).
- قبائل وإمارة كعب (في العراق).
- قبيلة الخزرج الأنصارية، متمثلة ببطنها بني ساعدة، أصحاب السقيفة، بفروعها في العراق:
  1. عشيرة العبد الله
  2. عشيرة البو محمد
  3. عشيرة البو سياب
  4. عشيرة المعامير
  5. عشيرة الرحاحلة
  6. عشيرة البو سلمان
  7. عشيرة الجوابر
  8. عشيرة النزارات
  9. عشيرة ألبو سلمة
  10. عشيرة البدحات
  11. عشيرة الجنازلة
  12. عشيرة التركي
  13. عشيرة أهل شطيطة

يعتمد تصنيف هذه العشائر على المصادر التاريخية والأنساب المتداولة، مع وجود تداخلات وتغيرات عبر الزمن نتيجة للهجرات والتحالفات القبلية.

## شخصيات من القبائل الريفية (الشاوية) في العراق والشام
تضم القائمة شخصيات بارزة من القبائل الريفية في العراق والشام، شغلت مناصب سياسية وعسكرية في فترات مختلفة:
- رمضان باشا الشلاش السراوي العقيدي الزبيدي – قائد وزعيم عشائري.
- صدام حسين الناصري – رئيس العراق الأسبق.
- أحمد حسن البكر الناصري – رئيس العراق الأسبق.
- عبد السلام عارف الجميلي – رئيس العراق الأسبق.
- عبد الكريم قاسم الزبيدي – رئيس العراق الأسبق.
- عبد الرحمن عارف الجميلي – رئيس العراق الأسبق.
- سلطان هاشم أحمد الطائي – وزير الدفاع العراقي الأسبق.
- محمد فارس العقيدي الزبيدي – رائد فضاء سوري.
- صالح صائب الجبوري الزبيدي – رئيس أركان الجيش العراقي الأسبق.
- محمد صالح مهدي العقيدي الزبيدي – قائد الفيلق الخامس في الجيش العراقي.
- نجاح الشمري الطائي – وزير الدفاع العراقي الأسبق.
- جمعة عناد سعدون خطاب الجبوري الزبيدي – وزير الدفاع العراقي الأسبق.
- عبد حمود التكريتي – سكرتير الرئيس العراقي الأسبق صدام حسين.
- نواف الفارس الجراح العقيدي الزبيدي الطائي – سفير سوريا السابق في العراق.
- نومان الزوبعي الشمري الطائي – قائد الفرقة السابعة في الجيش العراقي.
- محمود الزعبي – رئيس وزراء سوريا الأسبق.
- عبد الجبار العقيدي الزبيدي الطائي – قائد الجيش السوري الحر الأسبق.
- طه العقيدي الزبيدي الطائي – نائب قائد المجلس العسكري العام لحزب البعث العربي الاشتراكي في العراق.
- سيف الدين الراوي – قائد الحرس الجمهوري العراقي سابقًا.
- سعدي طعمة عباس الجبوري الزبيدي الطائي – قائد القوات العسكرية العراقية في الجنوب سابقًا.

هذه الشخصيات لعبت أدوارًا مختلفة في التاريخ السياسي والعسكري للمنطقة.

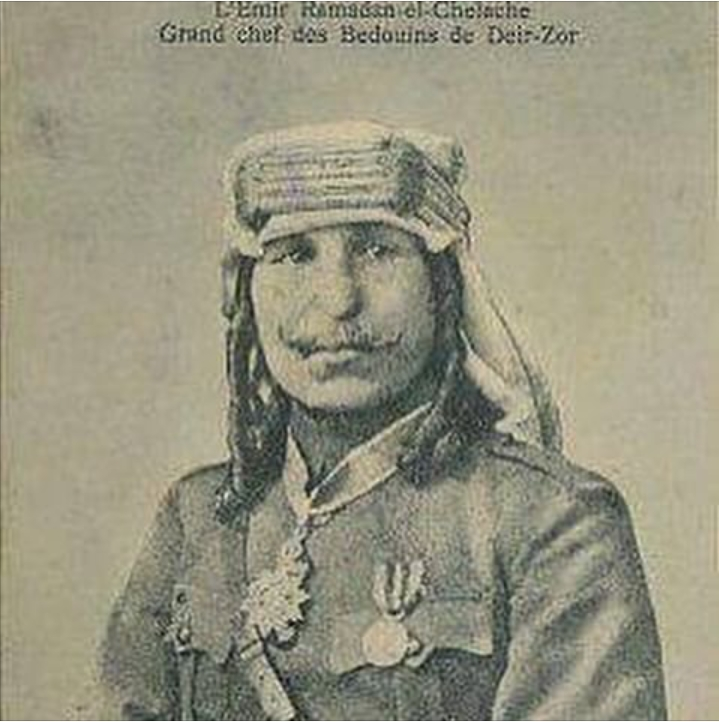
القائد الشيخ رمضان باشا الشلاش السراوي العقيدي الزُبيدي